# Hunor Kelemen
Hunor Kelemen (n. 18 octombrie 1967, Cârța, România) este un politician român de etnie maghiară din România, ales începând cu legislatura 2000-2004 deputat de Harghita din partea UDMR.
Hunor Kelemen a candidat din partea UDMR la alegerile prezidențiale din 2009, obținând 3,83% din voturi. După intrarea la guvernare a UDMR alături de PDL în decembrie același an, Kelemen a devenit ministru al Culturii în guvernul Boc (2).
La data de 26 februarie 2011 a fost ales președinte al UDMR.

## Candidat la președinția României
În 2014 și-a depus candidatura pentru alegerile prezidențiale din 2 noiembrie. Ocupa prima poziție pe buletinul de vot.
Conform rezultatelor finale ale alegerilor pentru președinția României, candidatul Hunor Kelemen a obținut în primul tur de scrutin (organizat în ziua de duminică, 2 noiembrie 2014) un număr de 329.727 voturi din numărul total de 9.723.232, terminând pe locul 8 din 14, cumulând circa 3,47% din toate voturile exprimate și validate.

## Ministru al Culturii

### Proiectul Roșia Montană
Deși în 2010 Hunor Kelemen se declarase împotriva proiectului minier al Roșia Montană Gold Corporation (un proiect ce presupune deschiderea unei mari exploatări prin cianurare), în iulie 2011, ca ministru al Culturii și Patrimoniului Național, a semnat avizul de descărcare arheologică privind exploatarea de la Roșia Montană după ce Comisia Națională de Arheologie i-a trimis certificatul spre aprobare, aceeași comisie emițând și în 2004 un certificat de descărcare pe care Curtea de Apel Brașov l-a anulat printr-o decizie definitivă . Comisia de arheologie a validat strategia RMGC (Roșia Montană Gold Corporation) de a minimaliza importanța și valoarea patrimonială de excepție a masivului Cârnic, ce găzduiește 7 km de galerii romane și preromane, zeci de kilometri de galerii moderne. Cu puțin timp înainte de această acțiune, el a aprobat pensionarea profesorului Ioan Piso, directorul Muzeului Național de Istorie a Transilvaniei din Cluj, un susținător al patrimoniului Roșiei Montane și oponent al proiectului minier.
Ca urmare a deciziei de acordare a certificatului de descărcare arheologică a masivului Cârnic-Roșia Montană au avut loc mai multe proteste în București și marile orașe ale României.

## După ministeriat
În contextul politic românesc, partidul UDMR nu a mai fost cooptat la guvernarea USL începută în 2012, și Hunor Kelemen a declarat public că aceasta s-a întâmplat din cauza opoziției formațiunii sale față de continuarea definirii României prin Constituție ca stat-național.

## Cărți publicate
- A szigetlakó, (volum de poezii), editura Pallas Akadémia, 2001
- A madárijesztök halála, (roman), editura Mentor, 1999
- Minuszévek, (volum de poezii), editura Kriterion, 1995

## Premii și distincții
- Premiul Litera (Budapesta), 1996[14]
- Premiul Uniunii Scriitorilor, 1996[15]
- Ordinul Crucea Mijlocie al Republicii Ungare, 2008
- Ordinul național „Steaua României” în grad de Comandor (1 decembrie 2000) „pentru realizări artistice remarcabile și pentru promovarea culturii, de Ziua Națională a României”[16]